# Tøsen fra Texas
Tøsen fra Texas (originaltitel The Desert Flower) er en amerikansk stumfilm fra 1925 instrueret af Irving Cummings.

## Medvirkende
- Colleen Moore som Maggie Fortune
- Lloyd Hughes som Rance Conway
- Kate Price som Mrs. McQuade
- Gino Corrado som José Lee
- Fred Warren som Dizzy
- Frank Brownlee som Mike Dyer
- Isabelle Keith som Inga Hulverson